# Nebulus
Nebulus (ook wel Tower Toppler) is een platformspel dat werd ontwikkeld en uitgegeven door Hewson Consultants. Het spel werd in 1987 uitgebracht voor de Commodore 64 en de ZX Spectrum. Later volgden ook andere platforms. De speler speelt een groen mannetje die acht torens moet opblazen.

## Platforms
| Jaar | Platform                                      |
| ---- | --------------------------------------------- |
| 1987 | Commodore 64, ZX Spectrum                     |
| 1988 | Amiga, Amstrad CPC, Atari 7800, Atari ST, DOS |
| 1991 | Game Boy, NES                                 |
| 1992 | Acorn 32-bit                                  |
| 2005 | Symbian                                       |
| 2008 | Wii Virtual Console                           |

## Ontvangst
| Beoordeeld door        | Platform     | Datum         | Score |
| ---------------------- | ------------ | ------------- | ----- |
| Zzap!                  | Amiga        | december 1988 | 97%   |
| Retrogaming History    | Atari ST     | 12 mei 2009   | 90%   |
| The Games Machine (GB) | ZX Spectrum  | december 1987 | 87%   |
| Power Play             | Atari ST     | oktober 1988  | 85%   |
| Happy Computer         | Commodore 64 | december 1987 | 79%   |
| Nintendo Life          | Wii          | 12 juni 2008  | 70%   |
| Power Play             | DOS          | juni 1989     | 69%   |
| N-Force                | Game Boy     | juli 1992     | 67%   |
| IGN                    | Wii          | 5 mei 2009    | 60%   |
| IGN                    | Commodore 64 | 5 mei 2009    | 60%   |

## Trivia
- Het spel is opgenomen in het boek 1001 Video Games You Must Play Before You Die van Tony Mott.